# アグテレク・カルスト
アグテレク・カルスト（ハンガリー語:Aggtelek-karszt）はハンガリー北東部のボルショド・アバウーイ・ゼンプレーン県を中心に拡がるカルスト台地。名は鍾乳洞の入り口がある村、アグテレク（Aggtelek）に由来する。一帯はハンガリーのアグテレク国立公園に指定され、さらに1995年に国境を接するスロヴァキア・カルストとあわせて、「アグテレク・カルストとスロバキア・カルストの洞窟群」としてユネスコ世界遺産に登録されている。

## 生態系
一帯には28種のコウモリ、豊富な種類のチョウやオオヤマネコ、スズメフクロウ、青いナメクジのBielzia coerulans、ペドドウナガキリギリス、ヒゲホオジロなどが生息し、洞窟内には約500種の生物が生息している。1979年に一帯はユネスコの生物圏保護区に指定され、2001年にバラドラ洞窟はラムサール条約登録地となった。

## 歴史
アグテレク・カルストは1985年に発見された。カルスト地形は約300万年前に形成したと見られ、洞窟内には7000年以上の人間活動の痕跡がある。